# Worstelen op de Olympische Zomerspelen 1928
Worstelen is een van de sporten die beoefend werden tijdens de Olympische Zomerspelen 1928 in Amsterdam.

## Heren

### Grieks-Romeins

#### bantamgewicht (tot 58 kg)
| rang   | sporter         | land |
| ------ | --------------- | ---- |
| Goud   | Kurl Leucht     | GER  |
| Zilver | Jindřich Maudr  | TCH  |
| Brons  | Giovanni Gozzi  | ITA  |
| 4      | Oscar Lindelöf  | SWE  |
| 5      | Ödön Zombori    | HUN  |
| 6      | Eduard Pütsep   | EST  |
| 7      | Herman Andersen | DEN  |
| 8      | Anselm Ahlfors  | FIN  |

#### vedergewicht (tot 62 kg)
| rang   | sporter             | land |
| ------ | ------------------- | ---- |
| Goud   | Voldemar Väli       | EST  |
| Zilver | Erik Malmberg       | SWE  |
| Brons  | Gerolamo Quaglia    | ITA  |
| 4      | Károly Kárpáti      | HUN  |
| 5      | Ernst Steinig       | GER  |
| 6      | Aage Meier          | DEN  |
| 6      | Saim Arıkan         | TUR  |
| 6      | Aleksanteri Toivola | FIN  |

#### lichtgewicht (tot 67.5 kg)
| rang   | sporter           | land |
| ------ | ----------------- | ---- |
| Goud   | Lajos Keresztes   | HUN  |
| Zilver | Eduard Sperling   | GER  |
| Brons  | Edvard Westerlund | FIN  |
| 4      | Tayyar Yalaz      | TUR  |
| 5      | Vladimír Vávra    | TCH  |
| 6      | Walter Massop     | NED  |
| 7      | Ryszard Błażyca   | POL  |
| 8      | Frits Janssens    | BEL  |

#### middengewicht (tot 75 kg)
| rang   | sporter           | land |
| ------ | ----------------- | ---- |
| Goud   | Väinö Kokkinen    | FIN  |
| Zilver | László Papp       | HUN  |
| Brons  | Albert Kusnets    | EST  |
| 4      | Johannes Jacobsen | DEN  |
| 5      | Jean Saenen       | BEL  |
| 6      | František Hála    | TCH  |
| 7      | Enrico Bonassin   | ITA  |
| 7      | Nuri Boytorun     | TUR  |

#### halfzwaargewicht (tot 82.5 kg)
| rang   | sporter          | land |
| ------ | ---------------- | ---- |
| Goud   | Ibrahim Moustafa | EGY  |
| Zilver | Adolf Rieger     | GER  |
| Brons  | Onni Pellinen    | FIN  |
| 4      | Nicolas Appels   | BEL  |
| 5      | Ejnar Hansen     | DEN  |
| 6      | Imre Szalay      | HUN  |
| 7      | Otto Pohla       | EST  |
| 8      | E. Clody         | FRA  |

#### zwaargewicht (boven 82.5 kg)
| rang   | sporter          | land |
| ------ | ---------------- | ---- |
| Goud   | Rudolf Svensson  | SWE  |
| Zilver | Hjalmar Nyström  | FIN  |
| Brons  | Georg Gehring    | GER  |
| 4      | Eugen Wiesberger | AUT  |
| 5      | Josef Urban      | TCH  |
| 6      | Rajmund Badó     | HUN  |
| 7      | Aleardo Donati   | ITA  |
| 8      | Mehmet Çoban     | TUR  |

### Vrije stijl

#### bantamgewicht (tot 56 kg)
| rang   | sporter        | land |
| ------ | -------------- | ---- |
| Goud   | Kaarlo Mäkinen | FIN  |
| Zilver | Edmond Spapen  | BEL  |
| Brons  | James Trifunov | CAN  |
| 4      | Harold Sansum  | GBR  |
| 5      | Robert Hewitt  | USA  |

#### vedergewicht (tot 61 kg)
| rang   | sporter            | land |
| ------ | ------------------ | ---- |
| Goud   | Allie Morrison     | USA  |
| Zilver | Kustaa Pihlajamäki | FIN  |
| Brons  | Hans Minder        | SUI  |
| 4      | René Rottenfluc    | FRA  |

#### lichtgewicht (tot 66 kg)
| rang   | sporter                  | land |
| ------ | ------------------------ | ---- |
| Goud   | Osvald Käpp              | EST  |
| Zilver | Charles Pacôme           | FRA  |
| Brons  | Eino Leino               | FIN  |
| 4      | Birger Nilsen            | NOR  |
| 5      | Carlo Tersdorf Jørgensen | DEN  |
| 6      | Clarence Berryman        | USA  |

#### weltergewicht (tot 72 kg)
| rang   | sporter           | land |
| ------ | ----------------- | ---- |
| Goud   | Arvo Haavisto     | FIN  |
| Zilver | Lloyd Appleton    | USA  |
| Brons  | Maurice Letchford | CAN  |
| 4      | Jean Jourlin      | FRA  |
| 5      | Harry Morris      | AUS  |

#### middengewicht (tot 79 kg)
| rang   | sporter         | land |
| ------ | --------------- | ---- |
| Goud   | Ernst Kyburz    | SUI  |
| Zilver | Donald Stockton | CAN  |
| Brons  | Samuel Rabin    | GBR  |
| 4      | Ralph Hammonds  | USA  |
| 5      | Andries Praeg   | RSA  |
| 6      | Thomas Bolger   | AUS  |

#### halfzwaargewicht (tot 87 kg)
| rang   | sporter            | land |
| ------ | ------------------ | ---- |
| Goud   | Thure Sjöstedt     | SWE  |
| Zilver | Arnold Bögli       | SUI  |
| Brons  | Henri Lefèbvre     | FRA  |
| 4      | Heywood Edwards    | USA  |
| 5      | Jacques van Assche | BEL  |

#### zwaargewicht (boven 87 kg)
| rang   | sporter         | land |
| ------ | --------------- | ---- |
| Goud   | Johan Richthoff | SWE  |
| Zilver | Aukusti Sihvola | FIN  |
| Brons  | Edmond Dame     | FRA  |
| 4      | Edward George   | USA  |
| 5      | Henri Wernli    | SUI  |

## Medaillespiegel
| rang   | land              | goud | zilver | brons | totaal |
| ------ | ----------------- | ---- | ------ | ----- | ------ |
| 1      | Finland           | 3    | 3      | 3     | 9      |
| 2      | Zweden            | 3    | 1      | 0     | 4      |
| 3      | Estland           | 2    | 0      | 1     | 3      |
| 4      | Duitsland         | 1    | 2      | 1     | 4      |
| 5      | Zwitserland       | 1    | 1      | 1     | 3      |
| 6      | Hongarije         | 1    | 1      | 0     | 2      |
| 6      | Verenigde Staten  | 1    | 1      | 0     | 2      |
| 8      | Egypte            | 1    | 0      | 0     | 1      |
| 9      | Canada            | 0    | 1      | 2     | 3      |
| 9      | Frankrijk         | 0    | 1      | 2     | 3      |
| 11     | België            | 0    | 1      | 0     | 1      |
| 11     | Tsjecho-Slowakije | 0    | 1      | 0     | 1      |
| 13     | Italië            | 0    | 0      | 2     | 2      |
| 14     | Groot-Brittannië  | 0    | 0      | 1     | 1      |
| totaal | totaal            | 13   | 13     | 13    | 39     |